# Fiumi della Spagna

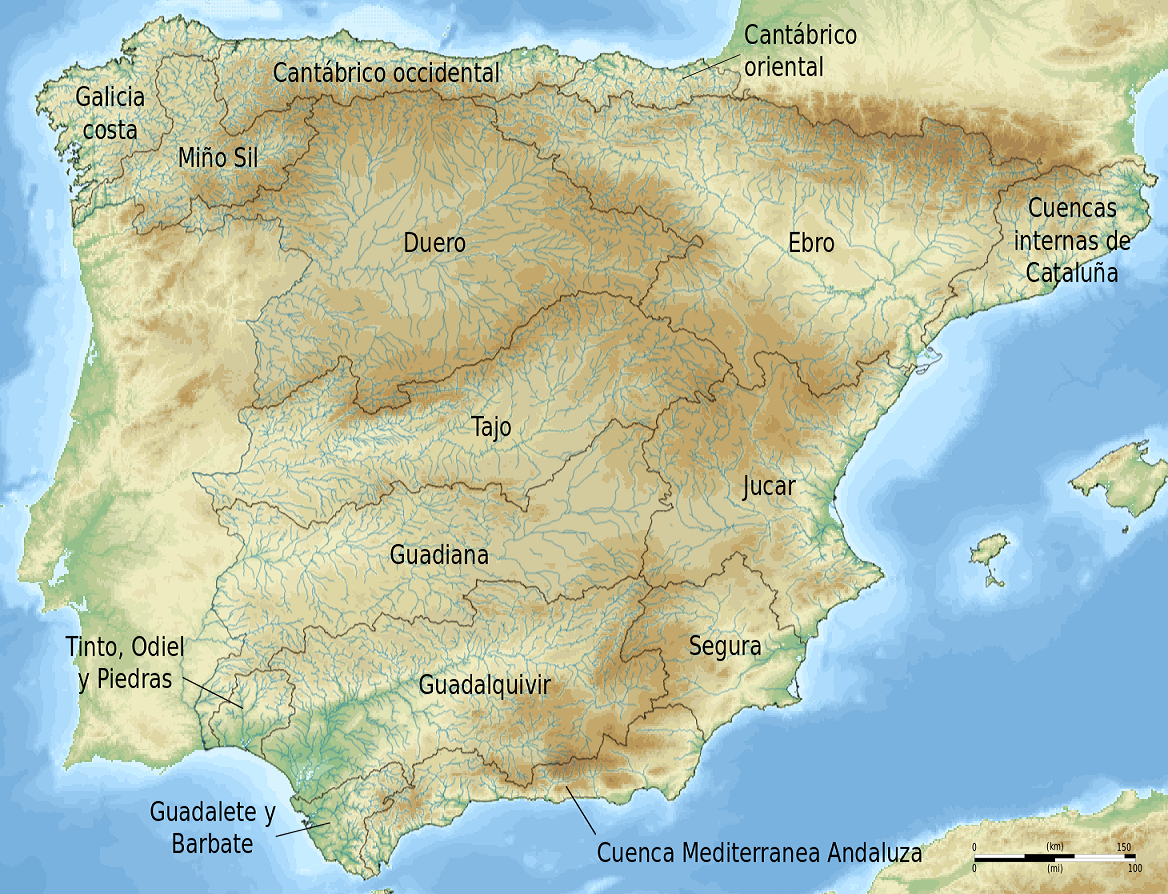
Sistema fluviale spagnolo

Elenco dei principali fiumi della Spagna.

## In ordine alfabetico
(tra parentesi la lunghezza complessiva in km)
Adaja (163), Alagón (205), Alberche (177), Almanzora (105), Ardila (166), Bullaque (91), Bidassoa (69), Cares (54), Cigüela (225), Cinca (170), Deva (64), Duero (895), Duratón, Ebro (928), Esla (285), Gállego (193), Genil (358), Guadaíra (110), Guadalbullón (74), Guadalope (160), Guadalhorce (154), Guadalquivir (657), Guadiana (818), Huerva (128), Jabalón (160), Jalón (224), Jarama (190), Júcar (497), Manzanarre (92), Matachel (124), Llobregat (170), Miño (308), Mijares (156), Mundo (150), Nalón (153), Navia (159), Noguera Pallaresa (154), Noguera Ribagorzana (133), Odiel (150), Oñar (Onyar in catalano, 34), Pisuerga (283), Segre (265), Segura (325), Sil (225), Tago (il più lungo, 1008), Tambre (134), Támega (145), Ter (208), Tiétar (150), Tormes (284), Turia o Guadalaviar (280), Ulla (132),  Záncara (168), Zújar (214).

## In ordine di lunghezza complessiva
| Nome                     | Sfocia in:       | Lunghezza (in km) |
| ------------------------ | ---------------- | ----------------- |
| Tago                     | Oceano Atlantico | 1008              |
| Ebro                     | Mar Mediterraneo | 928               |
| Duero                    | Oceano Atlantico | 895               |
| Guadiana                 | Oceano Atlantico | 818               |
| Guadalquivir             | Oceano Atlantico | 657               |
| Júcar                    | Mar Mediterraneo | 497               |
| Genil                    | Guadalquivir     | 358               |
| Segura                   | Mar Mediterraneo | 325               |
| Miño                     | Oceano Atlantico | 308               |
| Esla                     | Duero            | 285               |
| Tormes                   | Duero            | 284               |
| Pisuerga                 | Duero            | 283               |
| Turia o Guadalaviar      | Mar Mediterraneo | 280               |
| Segre                    | Ebro             | 265               |
| Sil                      | Miño             | 225               |
| Cigüela                  | Guadiana         | 225               |
| Jalón                    | Ebro             | 224               |
| Zújar                    | Guadiana         | 214               |
| Ter                      | Mar Mediterraneo | 208               |
| Alagón                   | Tago             | 205               |
| Gállego                  | Ebro             | 193               |
| Jarama                   | Tago             | 190               |
| Alberche                 | Tago             | 177               |
| Cinca                    | Segre            | 170               |
| Llobregat                | Mar Mediterraneo | 170               |
| Záncara                  | Cigüela          | 168               |
| Ardila                   | Guadiana         | 166               |
| Adaja                    | Duero            | 163               |
| Guadalope                | Ebro             | 160               |
| Jabalón                  | Guadiana         | 160               |
| Navia                    | Mar Cantabrico   | 159               |
| Mijares                  | Mar Mediterraneo | 156               |
| Guadalhorce              | Mar Mediterraneo | 154               |
| Noguera Pallaresa        | Segre            | 154               |
| Nalón                    | Oceano Atlantico | 153               |
| Guadiana Menor           | Guadalquivir     | 152               |
| Tiétar                   | Tago             | 150               |
| Mundo                    | Segura           | 150               |
| Odiel                    | Oceano Atlantico | 150               |
| Támega                   | Duero            | 145               |
| Tambre                   | Oceano Atlantico | 134               |
| Noguera Ribagorzana      | Segre            | 133               |
| Ulla                     | Oceano Atlantico | 132               |
| Huerva                   | Ebro             | 128               |
| Matachel                 | Guadiana         | 124               |
| Guadaíra                 | Guadalquivir     | 110               |
| Duratón                  | Duero            | 106               |
| Manzanarre               | Jarama           | 92                |
| Bullaque                 | Guadiana         | 91,6              |
| Almanzora                | Mar Mediterraneo | 90                |
| Guadalbullón             | Guadalquivir     | 74                |
| Bidassoa                 | Oceano Atlantico | 69                |
| Deva                     | Oceano Atlantico | 64                |
| Río Cares                | Deva             | 54                |
| Guardal                  | Guadiana Menor   | 46                |
| Oñar (Onyar in catalano) | Ter              | 34                |